# Boston College
Boston College (in latino, «collegium bostoniense», sigla BC) è un'università privata fondata nel 1863 e ubicata a circa 10 km dal centro di Boston in Massachusetts negli Stati Uniti. Conta 15 000 studenti.
I Boston College Eagles fanno parte della Division I NCAA e sono affiliati alla Atlantic Coast Conference.
BC fa parte dell'associazione delle università gesuite (AJCU), l'associazione delle 28 università che la Compagnia di Gesù possiede negli Stati Uniti.